# Splądrowanie Rzymu (846)
Jeden z wielu przypadków splądrowania Rzymu. To z roku 846 było jedynym muzułmańskim złupieniem stolicy kościoła chrześcijańskiego.

## Tło
W ciągu VIII i IX wieku Arabowie (zwani w średniowieczu Saracenami) rozpoczęli ekspansję do południowej Italii. Wypływali ze swych baz w Afryce Północnej i podbili Sycylię, a następnie zaczęli stałą penetrację półwyspu.

## Grabież kościołów
Za czasów papieża Paschalisa I (817–824) wszystkie szczątki świętych męczenników zostały przeniesione w granice murów miasta. Gdy w 846 Rzym ostatecznie ograbiono, przygotowania Paschalisa nie zapobiegły rabunkowi samej bazyliki św. Piotra, ani basilica major czy bazyliki św. Pawła za Murami, które znajdowały się poza obrębem starożytnych murów.
By zapobiec powtórzeniu się takiego wydarzenia, w 852 papież Leon IV zlecił budowę innego muru (tzw. Mur Leona) wokół rejonu po drugiej stronie Tybru względem siedmiu wzgórz rzymskich. To miejsce stało się odtąd znane jako Miasto Leona.